# 中川圭一
中川 圭一（なかがわ けいいち）は、秋本治原作の漫画『こちら葛飾区亀有公園前派出所』に登場する架空の人物。
なお、当記事では中川の家族・一族についても解説する。

## 人物

亀有駅南口のリリオ弐番館前に建立された「中川像」（2010年）

スーパービジネスマンである父の龍一郎と、ピアニスト・女優・化粧品会社の社長である母の小百合の長男として東京都で生まれる。妹に登志恵がいる。一人称は「僕」だが、アニメ版では一度だけ「俺」と言ったシーンがある。中川家は、明治のころから財閥として名を馳せており、幼少時代からベビーシッターに囲まれながら非常に恵まれた環境で育った。16歳まではニューヨーク郊外の父の別荘で過ごすこととなる。しかし、家族は超多忙で全員そろうことはほとんどなく、第155巻で初めて全員そろった。家族と「家族」でありたいという願望があるが、前述の通りの家庭であるため願いは叶わない。家族関係が希薄であることを指摘されると、とてつもなく落ち込む。なお、初期（単行本5巻）の設定では両親や妹は広大な同じ敷地内にあるそれぞれの家に別々に住んでおり中川は両親が何の仕事をしているかも知らない設定だった。
徹底した英才教育を受け、7歳でハイスクール教科をすべて修了し、200人以上のコーチに様々なことを教えられたがゆえに音楽や美術など芸術的な感性も豊かになる。また、子供の頃から自宅のレーシングコースでは毎日練習していて、8歳でフェラーリの四輪ドリフトを完成させるほどである。年月が経っても衰えを見せないプロ並みの運転技術はこの頃の経験が基となっていると考えられる。ただし駐車だけは人任せだった為に苦手である。25カ国語も話せるほどの語学力を持っているようだが、第20巻ではロシア語が聞き取れなかった（これは秋本・カトリーヌ・麗子も同じ設定）うえに第65巻では「ロシア語の発音は難しい」と発言するなど、ロシア語が話せない。
日本に帰国した圭一は日本の大学に入学するが、そこでも人気の的であり、学園祭ではバンドを組み女性にもチヤホヤされ、また「エレキの若大将」と呼ばれるほどであった。大学卒業後は、カーレーサー、ファッションモデル、デザイナーと一人で三役をこなしていたが、どういうわけか家族が決めた就職先（地位は副社長）をあっさり断り警察学校に入学し、卒業後に公園前派出所に配属された。
以上が第69巻「中川メモリアル」による設定である。
なお、警察官として勤務する一方、中川グループの統括会社「中川エクスクルーシブ」の社長も務めている（公務員は本来、原則として副業は禁止だが、中川が勤務可能となっている理由は不明、当初は中川本人も「警察官をやめる気はありません」と親族らの説得も頑なに拒んでいた）。
経済への影響も大きく、バブル景気の要因を作ったとされる。また、入院したりするだけで株価の大きな変動が起こる。
同僚の秋本・カトリーヌ・麗子とともに警視庁認定51473号「私的制服着用許可証明書」の条件に満たしている数少ない警察官。

### 登場履歴
初登場は、原作は第1話、アニメ版は第2話。レギュラーキャラで両津勘吉以外で唯一初回から登場している（寺井洋一は名前しか登場していない）。ロシアンルーレットで死亡した松本という警官の後任として初登場。タクシーに乗って派出所に現れ、タクシー代を署につけておくという登場の仕方だった。また、両津と『ダーティハリー』の話で盛り上がった末、派出所の前を通りかかったライトバンに向けてS&W M29を誤射し、嘘の報告書を出している。
相当なガンマニアであり、警察官になった理由も「銃が撃てるから」という理由であった。
第1話での勤務態度から新任早々、両津と北海道のノサップ岬派出所に左遷され、その後小笠原諸島の小笠原署勤務を経て亀有公園前派出所に復帰している。以降、両津の相棒とも言えるほど公私ともに行動するようになる。夜勤やパトロールも両津と組むことが多かった。
両津と共に詐欺に遭い、2人合わせて4万5千円を騙し取られ、相手がお土産を贈るのを楽しみに待っていたこともあった。
このように初期の頃から金持ちという設定ではあったものの、初期でのキャラクターは「世間知らずのお坊ちゃん」の側面の方がより強調されており、両津の悪ノリに度々乗っかり、場合によっては両津すら振り回すこともままある問題児であり、大原大次郎の悩みの種であった。
また、登場初期は泳げなかったようで、第3巻の寒中水泳の見本では小学生用のプールで溺死しかけている。原作では、中川が来てしばらく経った後に、麗子が来たが、アニメ版では第1話には麗子が先に登場し、第2話で新人警官として中川が登場（M29の他に、ワルサーMPLやワルサーPPKまで持参。さらに、M29を両津にプレゼントしようとするという豪快な初出勤）。中川は麗子に対して敬語を使っている。
その中川も徐々に常識人になって、金持ちであることを鼻にかけるような言動も減り、家業である中川グループのいくつもの関連会社の社長も兼務しつつ、頭も良く、気配り細やかで女性にもモテるなど、完璧過ぎるほどの好青年となっている。しかし、近年では庶民を見下す態度が再び増えつつあり（もちろん悪気はない）、100円ショップの回では、明らかに不況のご時世に合わない『100万円均一ショップ』のことと勘違いし、「100円ショップというものがあるなんて信じられない」と両津が怯えるほどの形相で叫んだことがある。
第54話「闘魂ゲーマー! 左近寺」では署内で柔道の練習中、デートの時間になったと言って早退しようとしたことから、恋人の存在が確認されている。しかし、当初女嫌いであった左近寺の逆鱗に触れ、勢いよく投げ飛ばされた。
また、漫才を得意とするなど、他のキャラ同様にキャラクターのイメージを壊すような設定がつき、崩壊が目立っている。
1976年頃に公園前派出所勤務に就いたが、今ではそういう設定は無かったことになっている。

### キャラクター構想
元々中川は作者が『こち亀』の連載を開始する前に、漫画賞への応募作として考えていた『NYポリスストーリー（仮題）』の主人公として考案されたキャラクターである。
この作品ではニューヨークを舞台としたハードボイルドなポリスアクション漫画にする予定であったが、ニューヨーク市警の細部の調査に行き詰ったため、応募に至らなかった。
その後、そのキャラクターを流用して、身近な日本の警察を舞台にした『こち亀』を連載することになり、その主人公に「NYポリスストーリー（仮題）」の脇役として構想していた日系人警官をあて、これが両津勘吉という名前、キャラクターとなる。そして、その脇役として「NYポリスストーリー（仮題）」の主人公を『こち亀』に登場させ、それが中川圭一となった。

### 身長と体重の変遷
以下のように身長、体重の変遷はあるが、基本的に両津などからは「モデル体型」と称されている。
- 身長179cm 体重63kg[注 8][7]
- 身長180cm 体重65kg[8]
- 身長185cm 体重不明[9]

### 生活
自宅はヨーロッパの古城のような豪邸で、入口から建物の玄関までスーパーカーを全速で走らせることができるだけでなく、中川でも道に迷うことがあるために警備員に道を尋ねることすらある。また邸内には巨大なエレベーターがあるほか、警備隊は万が一のために空対地ミサイルを備えた戦闘機も保有しており、実際に中川邸の訪問時にふざけて被り物をし侵入者と間違われた両津が攻撃を受けた。なお、自宅内で開催されるパーティーにはアラン・ドロンなどのセレブリティも出席する。父・母・妹はかなりの多忙なため、滅多に家族で顔を合わせることはなく、少し顔を合わせるだけでも数年先まで予約が埋まっている。なお、両津が中川邸を初訪問した際には妹がお茶を出してもてなしている。
愛車は約5000台の高級車。それらに加え、スバル・360のような大衆車も所持している（レーシングカーなども含めれば総数は2万台保有）。運転技術はプロのF1レーサー並で、スーパーカーをメインに乗り回している。初めて登場した愛車は日産・フェアレディ240ZGだったが、それ以降日本車で乗りつけることはほとんどなく、初期からかなりの間ランボルギーニ・カウンタックに乗っていた。フェラーリ・F40以降はフェラーリのフラッグシップモデルを愛用している。しかし、車幅の広さ故か下町の狭い道は不得手なようで、壁で擦ったり、一般の民家の庭に迷いこんだりしたことがある。また、車庫入れはいつも他人に任せているため自分では出来ず、日本の道路標識も全く分からない。ナンバープレートはブランドにこだわり、全て湘南ナンバーで登録している。

### 容姿
制服は、黄色のピエール・エロダン（ピエール・カルダンのパロディ）デザインの30万円の特注品を着用している。1994年3月まで採用されていた旧型制服をモチーフにデザインされているが、制服が変わった後も新調することなく階級章などもそのまま。初登場以降、夏服になる時期を除いて、毎回ネクタイの柄が変わっている。貸与される制服を着用していないこと（また、警察官でありながら他の職業に従事していること）については、初登場時はだめだと言われたにもかかわらず特注品の制服を着用していたという設定だったが、現在は成績及び勤務態度が抜群に優れた者にのみ認められる警視庁制服課発行の許可証があるため、一部の話を除いて周囲の者は気にしていない。ただし、通常の制服を着用しているシーンもある。アニメ版では原作とは異なり、制服の縦のラインがなく、同じ黄色の制帽をかぶったことがない。また劇場版を除きネクタイは同じ柄である。
また、第37巻第1話「ニュー中川の巻!」 - 第38巻第2話「両さんのジンジロゲの巻」の間だけは、「7年経って流行も変わったので、現代風にマイナーチェンジしてみた」と、髪を短くして茶色のジャンパーを着用していた（第38巻第3話で元に戻るが、そのことを両津に突っ込まれると、夢でも見ていたのではないかと言って笑って誤魔化した）。
初期はやや劇画風の濃い顔で、正統派の二枚目だった。現在ではさほど濃い顔ではなくなり、顔つきも大人らしいものになったが、その分顔のサイズが大きくなっている。また、一度婦警に間違われたことがある。

### その他
「中川」の姓は、両津の姓にまつわる看護師の姓（デビュー前の作者が入院した際に出会った美人の看護師）もしくは一級河川中川から、名前の「圭一」は俳優の赤木圭一郎が由来である。
納豆が大嫌いで「人間の食べ物ではない」と否定している。
食通であり、世界の高級食材やワイン、コーヒーなどに関して造詣が深い。味覚も鋭敏で、舌に10億ユーロの保険をかけているほどであるが、B級グルメや郷土料理やカップ麺については疎い。ただし、両津のプロデュースで現金3000円で1ヶ月間生活の経験をした時には、コンビニのおにぎりについて詳しくなり、両津と対等に語り合えるまでになった。ワインについてはうるさく、ワインについて、麗子と長時間話し込むほど。
しかし上記の通り庶民的な食品は知識が乏しく、駄菓子など極度に安価の食べ物に関してはほぼ皆無だったためにろう石を食べ物だと思ったこともある。また、署の方針によって初めて手作り弁当を作ることになった際は、勝手が分からず高級食材が片寄って潰れた無残な弁当になり、これを両津によって署員全員に公開され、笑い者になった。その一方で質素な食事にしていた時期もあり、普段は白米とごはんですよと味噌汁を食べている、と発言したこともある。
幼い頃から常に美女に囲まれていたせいもあり、女性に対する美的感覚は庶民と大きく異なる（美少女ゲームに登場する美女たちを普通と言うのに対し、ギャグとしか思えないような超ドブスキャラを「きれいですよ」と言う）。常にフェミニストを心掛けており無理にでも女性に合わせることが多いが婦警たちが署員旅行の費用を全額自分たちの豪華客船でのグアム旅行につぎ込んだ際には両津たちに味方したらしく彼女たちの乗っている豪華客船を中川グループ名義で買い取って芦ノ湖へ運搬している。
酒癖が悪く、酔っ払うと「金持ちで何が悪いんですか!?」と叫び両津の頭をビンで殴る、旅館の中を裸で走り回るなどの奇行に走る傾向がある。ワインにはめっぽう強いが、安酒には免疫がなく、マムシと黒トカゲの祝い酒（アルコール度数100）を飲んだ時には拳銃を乱射して初期の中川に戻っていた。
買い物の支払いはすべてクレジットカードに頼っているため、現金を見ることが滅多にない。また、普段は現金を持ち歩くこともない。硬貨は100円が最小単位だと思っていた。50円硬貨、10円硬貨、5円硬貨、1円硬貨の存在を知らず、両津から見せられたときには「先輩が僕をだますために作ったんじゃないですか?」と徹底的に疑った。また500円硬貨の存在を知らなかったり、一万円紙幣を見て「（肖像画が）伊藤博文だったような…」と発言したこともある。
目的のためならば度が過ぎる行動を起こすこともあり、署員8人計4万円の予算で署の旅行の幹事になった際は、今までその予算でやって来た両津達に感心しつつ死ぬ気でプランを考え、そのせいで守銭奴と化し、目的地に行くために乗る電車の場所まで12時間の徒歩、その電車も走って来る貨物列車にしがみ付いてタダ乗りする、怪しげな宿泊客と相部屋となる旅館、布団や部屋替えに追加料金を取る、風呂も別の旅館の温泉に入る、透けて見える刺身や水で5倍に薄めた酒が出る宴会など奇抜なプランを立てた。これに懲りた両津が逆に3兆円の予算で豪華忘年会プランを立てさせた際は、1人1台の音速ジェット、宇宙での宴会、カジノでの豪遊や1人1軒の高級ホテルの宿泊で大原や寺井の金銭感覚が麻痺するプランを立てた。また、体を張ることもあり、麗子と漫才をすることになった際は練習を積み、髪形も変えて完璧な漫才を披露して事務所からスカウトされたり、大原へのプレゼントの資金を得るためにバイトした際には、両津・スチャラカ鼻子と中川・麗子のロケが入れ替わり、中川・麗子がお下劣な温泉レポートをした際は、両津に教え込まれた裸で男性器をくるくる回す技を温泉レポートの時に使用していた。両津・鼻子は中川・麗子がやるはずだった豪華温泉レポートをした。なお中川・麗子のお下劣温泉レポートは視聴率25％を記録するなど高視聴率だったがその代償として署内で2人はしばらくの間敬遠されたという後日談がある。
初期は勤務態度が悪く、大原から先輩の両津と一緒にお仕置きを食らうこともあった。また車に対戦車ライフルを積んでいたり、水元公園派出所内で桜を引き抜き花見をしたこともある。
両津の仕業で、ボーナスの支給額を「何でもナンバー1が好きだから」1円にされたことがある。トランプゲームの罰として、マヨネーズを一気飲みさせられたことがある。
両津が凧揚げ大会に向けて作った「両津号」の試験飛行をしたところ、凧は悲惨なほど落ち続けるが、中川の提案で名前を「インフレ日本円」に変えたところ、3,000mクラスの異様な上がり方を見せた。
素手でゴキブリを持つ描写があり、ゴキブリを触っても平気である。
両津・大原および階級が上の人間や寺井、戸塚らは「中川」（アニメ版では寺井は「中川君」と呼んでおり、稀に大原も「中川君」と呼ぶこともある）、本田からは「中川さん」、麗子からは「圭ちゃん」と呼ばれている。
家紋は「蔓三つ葵」。
バスケットボールやゴルフも趣味の一つだが、ゴルフに関しては負けず嫌いで、両津が団地の屋上をゴルフ場にして大会を開催した時に負けたため、資金をつぎ込んで特訓を重ね、超高層ビルの屋上で開催してでも勝とうとした。
子犬の健気な姿を見ると涙腺が緩んで泣くという性格でもある。これは子犬に限らず渋谷の忠犬ハチ公の銅像や東京タワーの下にある南極犬の像を見ただけで泣くだけでなく、何のストーリーもない上野の西郷隆盛像の犬でも泣くほどである。また、南極を想像してそこから昭和基地を連想して最終的にタロとジロを連想することもある。さらにはフランドル地方からフランダースの犬を連想したり暗証番号の数字のONEから犬の鳴き声であるワンを連想するなど仕事にも影響が出ている。
コレクターと会話する中でエスエス製薬の「ぴょんちゃん」のフェイク品（偽物）である「びょんちゃん」の遊具を見て驚いたりや、グリコのゴールインマークポーズを模したフェイク品の「ひとつぶ30000フィート」の遊具を見て「どうやって乗るんです?」と質問する場面もある。
アニメ版では検挙率100％を誇り、両津、海パン刑事とともに「世界ナンバーワンポリス決定戦」日本代表に選出された優秀な警察官である。
話の流れとさほど関連のないタイミングで「僕のようなNo.1より先輩達のようなオンリー1の方々が羨ましいですよ」という発言を両津と本田にしたことがあるが、「オンリー1ってその他大勢ってことじゃないのか」と両津に突っ込まれた際は何も言えなくなるなど、連載末期には金持ちかつ万能であることを鼻にかけるような発言が目立つようになった。

## 家族・一族

### 中川 龍一郎（なかがわ りゅういちろう）
声：園岡新太郎
圭一の父親で、「72時間働けますか」がモットーのスーパービジネスマン。中川商事・中川エレクトロ・中川不動産の会長を兼任。1秒に1億円稼ぐと言われている。息子の圭一が生まれる前から世界中を飛び回る非常に多忙な生活で、3日に5分しか寝ない生活をしていると言われ、そのスケジュールは十数年後まで1分の隙もなく詰まっている模様（スケジュールは秒単位で決められている）。海外の仕事先で息子の誕生の報告を受けた時でさえ、彼はあくまで仕事を優先させ、息子の誕生には全く無関心の様子であった。ただし、息子の「圭一」という名前だけは彼が自分で決めている。取引相手が予定に5秒遅れただけで取引を中止にするほど、スケジュール管理に厳しい。食事は生卵の丸呑みや駅の立ち食いそばなど非常に質素であるが、それも食事の時間を最小限に抑えるためである。そのような生活のため、圭一と会ったことは数回しかなく、圭一も物心ついてからは彼の顔を覚えていなかったほど。ただし、妻には年に1度、こっそり会っているという。なお、登場以前に勝手に休暇を取って圭一が代わりに働いたことがある。父親に勘当された時、圭一を連れて花やしきに行ったことがある。初登場した際には、「今度日本にくる時は2001年だ!」と言い残し、実際に2001年に渋谷のハチ公前で圭一と再会を果たした。その際には、次の来日は2006年とされており、こちらも実際に2006年に圭一と再会を果たしている。しかし、2006年の登場時に5年後にまた会おうと言いながら、2011年は結局未登場のまま終わった。麗子の母と商談するために小百合と共に北海道に来た際には、「北陸新幹線に乗りたい」と言って、中川財閥の力によって北陸新幹線の車両を北海道に陸送して準備をしたが、車で移動すると自己中心的な発言で周囲を困らせた。また、圭一のことをケンジと呼んだ上に誕生日も間違えていた。

### 中川 小百合（なかがわ さゆり）
圭一の母親。ピアニストであり、女優でもある。美容総合会社社長でもある。夫よりも多忙なのか、圭一が母の顔を覚えていないほど幼い頃に会ったきりで、第155巻でようやく再会できた。圭一の年齢から考えると、年齢は40代か50代と思われるが、そのような高齢を全く思わせないほど若々しく美形である。第155巻に登場した時には去り際に8年後にまた会おうと言ったが、その年は結局未登場のまま終わった。第200巻には麗子の母と商談するために龍一郎と共に来日している。

### 中川 登志恵（なかがわ としえ）
圭一の妹（22歳）。ファッションモデルであり、中川ビューティー社長・パリブランド社長・デザイナーでもある。現在の在住地はパリ（だが、世界中を仕事で飛びまわっている）。第5巻に登場した後は、第90巻の初版本のみのおまけ漫画と『Kamedas2』の集合ポスターを除き長らく登場しなかったが、第155巻において実に29年ぶりの登場を果たした。その時、圭一は長年会っていないため登志恵の顔を思い出せなくなっていた。そのためなのか、顔は初登場時と第155巻登場時ではかなり異なる（髪形は全く違う）。第155巻に登場した時には去り際に6年後にまた会おうと言ったが、その年は結局未登場のまま終わった。なお、龍一郎、小百合、登志恵の3人は155巻での再会時に圭一とメールアドレスを交換したのだが、3回目のメールで3人ともアドレスが変わった。幼少時代には兄からスキーを習ったことがある。

### 中川 三亀松（なかがわ みきまつ）
声：泉尚撃
圭一の大伯父で中川一族の直系尊属。遊び人。ハワイ在住。零戦やB-29、B-36などの戦闘機・爆撃機等を個人所有している。零戦を操縦した際は真珠湾攻撃のルートを飛行したあげく、操縦を誤ってカメハメハ大王像に墜落した。中川家の家族会議の際には、B-29に搭乗して来日した。家族会議の時には彼が上座に座っていたため、中川一族では最も目上と思われる。両津とはたいへん仲が良く、プレミア物のアロハシャツを両津に安く売ってくれたり、自分の持ち株を全て両津に売ったりしている（そのせいもあり、中川財閥は一時両津に乗っ取られた）。原作とアニメ版では容姿が若干異なる。

### ポール 中川（ポール なかがわ）
声：側見民雄
圭一の祖父で、中川財閥の11代総裁（アニメでは中川グループ元社長と紹介されている）。龍一郎の父。海外在住。年齢は78歳（第11巻時）。飛行機・軍事マニアで、第11巻では飛燕で登場。同じく軍事知識の豊富な両津を気に入り、純金のシラケドリや現金をプレゼントしている。漫画では他に中川家の家族会議で一度登場するのみ。

### マリン・モンロー
圭一の祖母で、龍一郎の母。中川モータースの社長。

### デューク 中川（デューク なかがわ）
声：上別府仁資
圭一の大叔父。ニューヨークに本社を置く中川航空の社長。

### 中川 重吉（なかがわ じゅうきち）
声：竹本英史→上別府仁資→椙本滋
圭一の大叔父。スイスにある中川銀行頭取、中川電工会長。

### 中川 英世（なかがわ ひでよ）
声：永野善一
圭一の大叔父。中川物産会長、中川鉄道社長。

### 中川 龍之介（なかがわ りゅうのすけ）
圭一の曽祖父。中川財閥の基礎を築いた中川家10代総裁。旧男爵。詳細は不明だが、第51巻に出てきた遺影によると、チョンマゲのついたかつらにサングラス、ピースサインというユニークな人物であることがうかがえる。落語が好きで、落語家が多く住んでいる根岸に家出していたこともある。また、飛行機マニアでもあり、三亀松が現在所有している零戦などの戦闘機は、彼が真珠湾攻撃の際にかっぱらったりしたものである。

### 伊集院 麗華/中川 麗華（いじゅういん れいか/なかがわ れいか）
圭一の曽祖母。中川龍之介の妻。名門伊集院家の孫娘。本作未登場。

### その他
いずれもアニメ版第311話「中川家お家騒動」に登場した龍一郎の後継者候補で全員アニメオリジナルキャラ。
中川 鶴松（なかがわ つるまつ）
声：下崎紘史
三亀松の孫。ハワイ在住の遊び人。ギャンブルでは両津以上の強運で龍一郎の後継者を決める最初の課題では圭一、栄一、重一、バロンを含めた5人の中で一番多い350億円儲けていた。また女好きでもあり、2つめの美人秘書の誘惑に耐えるという課題では、秘書をテイクアウトし、課題の続行が不可能になったため失格となった（圭一は彼の前に課題をクリアした）。
中川 栄一（なかがわ えいいち）
声：高杉航大
中川物産専務。先物取引を担当している。最初の100億円を1日でいくら増やせるかという課題では鶴松に次いで312億儲け、その次の課題では鶴松が秘書をテイクアウトしたことで合格扱いとなったが、3つめの走りながら立ち食いソバを食べる課題では、終盤まで先頭を走りながらも、両津の妨害で失格となった。
中川 重一（なかがわ じゅういち）
声：竹本英史
中川銀行副頭取。最初の課題では199億儲けたが、4位の圭一と1億円の差で最下位となった為、失格となった。
バロン中川（バロン なかがわ）
声：佐々木健
デュークの息子。中川航空取締役兼中川証券取締役。学生時代は登山部でエベレストに登頂経験がある。最初の課題では鶴松、栄一に次いで250億円を儲け、その後も順調に課題をクリアするも、最終課題であるエベレスト登頂で両津の妨害に遭い失格となった。

## 中川コンツェルン
中川コンツェルンは、中川一家の企業グループで「中川財閥」と称することもある。
年商は5兆円（ただし、「中川龍一郎は1秒に1億円稼ぐ」という前述の言葉が事実なら、龍一郎の分だけで1日の売上は8兆6400億円になり、年商は3000兆円を超えるはずである）で、そのグループ形態については最終回までに2回描かれている。
中川コンツェルンは明治時代から続く財閥でその規模は日本及び世界有数である。当主はポール中川（圭一の祖父）である。なお、ポールの父、龍之介は旧男爵であり、中川家（当主の家）は戦前に男爵の爵位を受けていた家柄であった。
現在、主要グループ会社はポール及びその兄弟（作中で明確になっているだけで3人）、ポールの長男の龍一郎、龍一郎の長男圭一、長女の登志恵など中川一族によって経営されている。
圭一については作品の各所で「大会社の経営者で大金持ち」と描かれており、堂々と社長として執務している風景もある。また、中川コンツェルン内での圭一の立場についてはポールの様子が不明だが、世界中を飛び回っている龍一郎（圭一の父）の様子や圭一の警察官としての出勤率などから、「国際事業統括は龍一郎、日本国内事業統括は圭一」という体制になっている模様（なお、第69巻では龍一郎は圭一に警察官を辞めさせ、「太平洋横断道路」と言うプロジェクトに参加させようとしていたが、この事業は突然に100年後に延期になっている）。
- 中川エクスクルーシヴ

中川エクスクルーシヴ（エクスクルーシブ）は第148巻「投資家両さん」に登場した中川コンツェルンの持株会社である。社長は中川圭一、本社は東京都港区青山に所在する。中川エクスクルーシヴは上場企業で株式の多くは中川家及びグループ企業で持ち合っている。なお、圭一が経営の全てを担当している。
一時は両津勘吉率いる両津ファンドに多数の中川グループの企業を買収され、さらに圭一の親族（中川三亀松など）が所持していたエクスクルーシブ株を両津が買収したことで、一時的にではあるが中川コンツェルンは消滅しかけた。しかし両津の傲慢な経営手法などによって次第に人心が離れ、社長就任3日目の株主総会で両津を退陣させ、圭一が経営者に復帰する。その後、圭一は「今回ほど先輩を恐怖に思った事はないです」と発言した。

## 派出所メンバーの関係

### 両津勘吉
腐れ縁といってもいいほどの関係で、麗子と共にたびたび両津に振り回されていた。中川の場合はほとんどのトラブルに金銭がからんできている。両津の弟の金次郎が中川の遠戚である霧ヶ谷景子と結婚したことにより両津及び、両津の再従兄妹である纏や檸檬と遠い親戚の関係となってからは、両津に親戚の立場を悪用されてさらにトラブルがエスカレートしている。
その反面、両津には協力的で力を貸す場面が多く、実際の関係は良好である。アニメ版では基本的に両津に金は貸さずにきっぱり断る（親戚関係になった後も中川の父である龍一郎が「両津には金銭を貸さない」と宣言している）が、戦車や戦闘機は軽々と貸している。アニメ版のテツandトモが歌うエンディングテーマ「なんでだろう～こち亀バージョン～」の歌詞でも言及されている。金の貸し借り以外の場では両津に食事を奢ることも頻繁にあり、1億円近い損害賠償を請求された両津に優勝賞金1億円の自社主催の大会に特別枠で出場させる（本来は抽選で選ばれた者しか出場できない）など、一概にケチなわけではない。
両津の紹介でアルバイトをさせられた時は力仕事や危ない職業が多く、仕事先が中川グループの系列内だった時もある。
連載初期の頃は中川も両津と変わらない不真面目な性格だったので、署内では両津と並ぶトラブルメーカーと見なされていたが、回を重ねるにつれ比較的真面目な性格になった。
一度、両津が購入した海外の宝くじ（155億円）が当選し借金が帳消しになったことがあったものの、第145巻第2話で、両津に貸している（または損害賠償の）金額は3852億5415万9998円に達する。しかし、かなりの借金をされていたようだが彼の持つ心理学研究所で開発された「ドリームマシン」を利用し両津に現実を夢と思わせ今まで出した借金を完済させた。
上記のように両津の行動に対して困惑したり呆れ果てたりすることは多々あるが、怒りを露わにすることは少ない。むしろ大原からのお仕置きでひどい目に遭う両津を心配したり、気の毒に思ったりと、麗子ともども両津のことを気にかけている。しかし、第69巻第8話「新たなる旅立ちの巻」と127巻4話「ガチャガチャゴチャゴチャパラダイス！の巻」、第150巻第1話「ワシ流競馬道!!の巻」、アニメ版TVSP「バカンスは激しいのがお好き!?」、最終話（第344話）「さよなら両さん大作戦」、ドラマ版第4話では両津に対し激高した。さらに末期においては両津によって悲惨な目に遭わされた際に、本人の有無問わず「角刈り」「角刈り野郎」と罵ったことがある。
また、両津に以下のお仕置きを与えたことがある。
- 50-4「遊び天国出現の巻」では、かくれんぼで施設の1億円ロボットを壊したり、傍若無人な振る舞いをしたために、中川は両津に外に出るように細工したジェット滑り台で滑らせ、外に出た両津は他のビルのオフィスに突っ込んだ。
- 78-10「身内として…!の巻」では、両津が中川グループの下で働くことになったが、そこで倉庫を全焼させる大事件を起こしたため、これに頭を悩ませた中川は親戚と話し合った末両津を山寺に預けた[注 22]。
- 147-8「記憶にないわしの誕生日の巻」では、両津の誕生日を忘れていた中川たちに両津が報復をしたため、その反撃策として中川が両津を麻酔注射で眠らせた挙句、証拠をでっち上げた。
- 167-1「どっきり旅行の巻」では、動画サイト主催の「おもしろ動画大賞」へ応募する映像作品のアイデアを相談された両津が署の慰安旅行先に数々のトラップを仕掛け、翻弄される署員たちの姿を容赦なく撮影していったので、このことに気付いた中川は爆竜鬼虎と一緒に全裸の両津をアメリカのスタジアムに投下させた。しかし両津の逮捕のニュースを見て、「やりすぎた気がする・・・」とぼやいた。
- 193-11「今日は私のバースディの巻」では、両津の誕生日祝いとして、両津の「海外ミュージシャンに会いたい」という要望をかなえてあげようと苦心して海外のビッグアーティストを招くなど超豪華プラン[注 23]を3年前からあらゆる交渉術を使って準備したが[注 24]、当の両津が3月2日に結婚式に出席するために大阪に行ったため、「スケジュールの狂いで信頼を失ったら一大事になる」との理由で乗り物を手配したり、監視カメラを駆使したりするなどして必死に探すも、結局見つからなかったため代わりの人物を立てる形で決行[注 25]。3月4日の午前0時1分になって当の両津が来たときには、「誕生日は終了です！」と発言した。この時麗子はあきれ顔をしていた。

### 秋本・カトリーヌ・麗子
ともに超が付く美形、世界有数の億万長者、また似たような境遇でシンパシーを感じるのか、プライベートや会社での仕事でも顔を合わせることが多いため、誰から見てもベストカップルに見える（飛鷹日光・月光に夫婦と間違えられたこともある上、白鳥麗次や御堂春に恋人同士に間違えられたこともある）のだが、今日に至るまで一度も恋愛関係に発展したことがなく、気の合う友人程度の関係に留まっている。2人で食事をした際も基本両津の話ばかりしている。
両津、麗子とはプライベートでも付き合いがあり、3人で出掛ける際は主に中川の車に同乗することが多い。この他中川はこれまでに何度か両津に麗子の気持ちを汲んでいるかのような発言をしたことがある。
アニメ版では、麗子よりも後に派出所に赴任したという経緯から、彼女に対して基本的に敬語を使っている。

### 大原大次郎
大原は、派出所メンバーの中では中川に一番信任を寄せているようで、小言を述べる際に品行方正な中川と比較していい加減な両津を批判するのが基本である。中川の言うことなら無批判に信じたり、「完全無欠な中川でも…」というセリフがあったりと、非常に厚い信頼を寄せている。また中川自身も両津同様大原の職務熱心な姿勢を尊敬しているが、両津と大原が揉めた際には対立に巻き込まれることが多い。
両津が理不尽な理由で大原から制裁を受けたときは気の毒そうな顔をしていることが多い。ただどちらに付く場合も一方的に片方を支持はせず、日和見主義者の態度を崩さない。ただし、両津が大原にいたずらする場合、両津が中川を拳銃などで脅して、両津に有利なコメントをさせる場合もある。
なお連載初期には中川が両津寄りの性格だったので、大原からは両津と同類視されており、両津と一緒に誰もいない場所の派出所へ左遷されるオチなどもしばしばあった。しかし、連載が進むにつれて中川の性格が徐々に品行方正になっていったため、大原の逆鱗に触れることはほとんどなくなった。
上司である大原にも、食事をおごったり、プレゼントをすることも頻繁にあり、数千億の超巨額プレゼントをすることもある。

### 寺井洋一
庶民派な寺井とは対極な環境にあるが仲はそれなりに良好で、アニメ版『感涙！寺井の初体験』では様々な派出所付近の情報に精通している彼を「地域密着型」と評し、事件解決後も「犯人逮捕よりも、寺井さんにはああいう(穏やかに住民とコミュニケーションを取る)姿が1番似合っている」と賞賛した。

## キャスト
声優
- 井上和彦 - ラジオドラマ版
- 神谷明 - OVA版（1985年）
- 宮本充 - テレビアニメ版
- 菊池こころ - テレビアニメ版・幼少期（第22弾「両津の浅草リニューアル大作戦!!〜あぁ 思い出の花やしき〜」）

俳優
- 草川祐馬 - 実写映画版（1977年）
- 伊藤明賢 - 舞台版（1999年・2001年・2003年・2006年）
- ユージ - 舞台版（2016年）
- 速水もこみち - テレビドラマ版・実写映画版（2011年）

宮本充は単行本第112巻の本人の巻末コメントによれば当初どう演技すればいいか分からず地の演技でアフレコに臨んだ所、こち亀マニアである先輩に「合ってるよ」と絶賛されたという。